# مدرسه ریاضی (الحجت)
مدرسه ریاضی (الحجت) مربوط به دوره پهلوی اول است و در نجف‌آباد، خیابان امام غربی واقع شده و این اثر در تاریخ ۲۴ اسفند ۱۳۸۳ با شمارهٔ ثبت ۱۱۴۶۰ به‌عنوان یکی از آثار ملی ایران به ثبت رسیده است.